# Reto Berra
Reto Berra (Bülach, 3 gennaio 1987) è un hockeista su ghiaccio svizzero.

## Palmarès

### Mondiali
- 2 medaglie:
  - 2 argenti (Svezia/Finlandia 2013; Danimarca 2018)